# Peliala bergealis
Peliala bergealis är en fjärilsart som beskrevs av William Schaus 1904. Peliala bergealis ingår i släktet Peliala och familjen nattflyn. Inga underarter finns listade i Catalogue of Life.